# Ylisen Savijärven suot
Ylisen Savijärven suot este o arie protejată (arie specială de conservare — SAC, sit de importanță comunitară — SCI) din Finlanda întinsă pe o suprafață de 21 ha, integral pe uscat.

## Localizare
Centrul sitului Ylisen Savijärven suot este situat la coordonatele 61°00′28″N 24°16′06″E / 61.0078°N 24.2683°E.

## Înființare
Situl Ylisen Savijärven suot a fost declarat sit de importanță comunitară în august 1998 pentru a proteja 1 specie de plante. Situl a fost protejat și ca arie specială de conservare în aprilie 2015.

## Biodiversitate
Situată în ecoregiunea boreală, aria protejată conține 5 habitate naturale: Lacuri și iazuri distrofice naturale, Mlaștini turboase de tranziție și turbării mișcătoare, Mlaștini alcaline, Taiga vestică, Mlaștini împădurite.
La baza desemnării sitului se află o specie protejată de  plante: Meesia longiseta.
Pe lângă speciile protejate, pe teritoriul sitului au mai fost identificate 7 specii de plante.